# رالف بيرلمان
رالف بيرلمان (بالإنجليزية: Ralph Perlman)‏ هو شخصية أعمال أمريكي، ولد في 16 مايو 1917 في نيويورك في الولايات المتحدة، وتوفي في 24 مايو 2013 في باتون روج في الولايات المتحدة.